# Димитров, Димитар (политик)
Димитар Димитров (макед. Димитар Димитров; род. 13 ноября 1937, село Цакони, Греция) — северомакедонский философ, писатель, критик и государственный деятель.

## Образование
Димитар Димитров окончил философский факультет Университета Св. Кирилла и Мефодия в Скопье. Степень магистра получил в Вене, доктора философских наук в Загребе.

## Карьера
- Он работал преподавателем гимназии и редактором журнала, а с 1967 года был профессором университета в Скопье.
- С 1991 по 1992 год был министром образования в первом правительстве Республики Македония.
- С 1998 по 1999 год занимал должность министра культуры в правительстве Любчо Георгиевского.
- С 2000 по 2003 год — Чрезвычайный и Полномочный посол Республики Македонии в России и Белоруссии.

## Творчество
Димитров является членом Союза писателей Македонии с 1970 года. Его сочинения:
- «Овчарче» (сборник рассказов для детей, 1960)
- «Збогум детство» (сборник рассказов для детей)
- «Кога сме деца» (сборник рассказов для детей)
- «Животот и уметноста» (исследование, 1967)
- «Противаставување» (эссе, 1971)
- «Македонски работи» (эссе, 1991)
- «Уметност и човекување» (эссе, 1992)
- «Меѓу тоталитаризам и демократија» (эссе, 1994)
- «Името и умот» (статья и эссе, 1999)

## Семья
Сын Димитара Димитрова Никола (р.1972) был послом Республики Македонии в США (2001—2006), а с 2008 года является советником по национальной безопасности премьер-министра Николы Груевского.